# 부룬디의 코로나19 범유행
다음은 부룬디의 코로나19 범유행에 대한 글이다.

## 연혁
부룬디의 보건부 장관 타데 엔디쿠마나(Thadée Ndikumana)는 2020년 4월 1일, 르완다와 두바이로 여행을 갔다온 두 명이 확진 판정을 받았음을 확인하였다.

## 예방
정부는 코로나 확진자가 있는 나라에서 오는 모든 사람들을 14일간 격리시키기로 결정하였다.

## 같이 보기
- 아프리카의 코로나19 범유행
- 나라별 코로나19 범유행